# Brydekamp mellem Bech-Olsen og Poul Pons
Brydekamp er en dansk stumfilm optaget af kongelig hoffotograf Peter Elfelt.

## Handling
Bryderen Magnus Bech-Olsens kamp mod franskmanden Poul Pons.